# Granturismo (film)

Granturismo est un court-métrage français réalisé en 2000 par Denis Thybaud. Il a été diffusé sur Canal+ le 22 janvier 2001.

## Synopsis
Jean-Michel, représentant en confiseries, croise sur une route de campagne un auto-stoppeur.

## Distribution
- Gérard Darmon : Jean-Michel, le représentant
- Jamel Debbouze : François, l'auto-stoppeur
- Zoé Félix : Joana, la fille
- Bob Sinclar : le DJ
- avec les voix de Omar et Fred

## Équipe technique
- Réalisation : Denis Thybaud
- Scénario : Denis Thybaud, Frédéric Chèze, Arielle Saracco
- Dialogues : Denis Thybaud
- Chorégraphie : Gladys Gambie
- Production : Fabrice Coat
- Montage : Yves Beloniak